# Simon Geiger
Simon Geiger (* 16. März 2002 in Guttet-Feschel) ist ein schweizerisch-italienischer Fussballspieler.

## Karriere

### Verein
2017 wechselte Geiger nach diversen Junioren-Stationen vom FC Fribourg in den Nachwuchs des BSC Young Boys in Bern. Dort spielte er in den Spitzennachwuchsteams. Teilweise spielte er sogar in UEFA-Wettbewerben mit. Ab 2020 spielte er für zwei Saisons in der zweiten Mannschaft der Berner in der dritthöchsten Schweizer Liga. 2022 war er für ein halbes Jahr vereinslos und unterschrieb schliesslich im Januar 2023 beim Zweitligisten und damaligen Tabellenführer FC Wil einen Vertrag bis Ende Saison. Sein Debüt bei den Wilern feierte er beim knappen 4:3-Sieg gegen den FC Stade Lausanne-Ouchy, als er für gut drei Minuten spielen durfte. Erstmals spielte er auswärts gegen Thun 90 Minuten, als Innenverteidiger Genís Montolio verletzungsbedingt nicht aufgeboten werden konnte. Im Juni 2023 verlängerte er seinen Vertrag bis Sommer 2025. Im Oktober 2023 fiel Geiger für einige Wochen verletzt aus.

### Nationalmannschaft
Geiger absolvierte insgesamt neun Spiele für Nachwuchsmannschaften des Schweizer Fussballverbands.